# Ootje Oxenaar
Robert Deodaat Emile (Ootje) Oxenaar (La Haya, 7 de octubre de 1929-Massachusetts, 13 de junio de 2017) fue un artista gráfico neerlandés.
Ootje Oxenaar comenzó sus estudios en artes visuales en la Real Academia de Arte de La Haya en 1947. Entre 1966 y 1985 trabajó para el Banco de los Países Bajos, donde diseñó dos series de billetes del florín neerlandés. También fue director de Arte y Diseño en el Correo y Telecomunicaciones de los Países Bajos. Además enseñó en la Escuela de Diseño de Rhode Island (RISD) en el departamento de diseño gráfico.
Está casado con Dawn Barrett, diseñadora y presidenta de la Universidad de Massachusetts de Arte y Diseño. Tienen dos hijos.

## Lista de billetes diseñados por Ootje Oxenaar
| PickNo. | Valor      | Dimensiones | Color principal | Color principal            | Motivo principal                 | Marca de agua           | Fecha de introducción   | Fecha de retirada   |
| ------- | ---------- | ----------- | --------------- | -------------------------- | -------------------------------- | ----------------------- | ----------------------- | ------------------- |
| 90      | 0005ƒ5     | 76 × 136 mm | Verde           | Joost van den Vondel       | 26 de abril de 1966              | 19 de diciembre de 1966 | 1 de mayo de 1995       |                     |
| 91      | 0010ƒ10    | 76 × 142 mm | Azul            | Frans Hals                 | Cornucopia                       | 25 de abril de 1968     | 4 de enero de 1971      | 28 de enero de 2002 |
| 92      | 0025ƒ25    | 76 × 148 mm | Rojo            | Jan Pieterszoon Sweelinck  | Olas                             | 10 de febrero de 1971   | 15 de diciembre de 1972 | 1 de mayo de 1995   |
| 93      | 0100ƒ100   | 76 × 154 mm | Brown           | Michiel de Ruyter          | 14 de mayo de 1970               | 15 de diciembre de 1972 | 23 de julio de 1986     |                     |
| 94      | 1000ƒ1 000 | 76 × 160 mm | Verde           | Baruch Spinoza             | Pirámide encima bol y slab       | 30 Marcha 1972          | 15 de enero de 1973     | 28 de enero de 2002 |
| 95      | 0005ƒ5     | 76 × 136 mm | Verde           | Joost van den Vondel       | Inwell, bolígrafo de púa y rollo | 28 Marcha 1973          | 14 de junio de 1976     | 1 de mayo de 1995   |
| 96      | 0050ƒ50    | 76 × 148 mm | Naranja         | Girasol                    | Abeja                            | 4 de enero de 1982      | 7 de septiembre de 1982 | 28 de enero de 2002 |
| 97      | 0100ƒ100   | 76 × 154 mm | Brown           | Común snipe y Grande snipe | Grande snipe                     | 28 de julio de 1977     | 16 Marcha 1981          | 28 de enero de 2002 |
| 98      | 0250ƒ250   | 76 × 160 mm | Morado          | Faro                       | Conejo                           | 25 de julio de 1985     | 7 de enero de 1986      | 28 de enero de 2002 |